# 仲谷一志のPOP4
仲谷一志のPOP4（なかたにひとしのポップフォー）は2004年3月28日から2006年9月までRKB毎日放送（RKBラジオ）で放送されたバラエティ番組である。開始当時は仲谷一志のPOP3だった。

## 仲谷一志のPOP3（1期）

### 番組概要
仲谷一志がメインで、サブに大学生、主婦からなるPOPギャル、POPボーイが複数登場。
進行は、仲谷とのフリートーク、リスナーからのメールによる週ごとのネタ投稿をトークと曲を絡めながら紹介。
途中、元RKBラジオリポータースナッピー出身のMIYUKI（中村みゆき）が登場するようになる。

### 放送時間
- 火曜日 - 木曜日 23:25～23:50（JST。2004年3月 - 2012年3月）

### パーソナリティ
- 仲谷一志
- MIYUKI

## 仲谷一志のPOP4

### 番組概要
仲谷一志がメインであることは「POP３」と変わりが無いが、週代わりにサブレギュラーが登場。仲谷とサブレギュラーの2人で番組を進めていく。

内容はフリートーク、妄想人物辞典、今夜のありがたいお言葉からなり、10月中は2人のトークのみであったが、11月からは視聴者からの投稿参加を受け付けており、番組内で採用された場合は1サプリを進呈。12月16日までにサプリを多く貯めた人には番組からプレゼント、ニンテンドーDSを贈呈。PSPがもらえる2回目は3月31日まで。今回は採用された項目でもらえるサプリ数が異なる。

### 放送時間
- 火曜日 - 金曜日 23:25～24:00（JST。2004年10月 - 2006年1月）

### パーソナリティ
- 仲谷一志
- MIYUKI
- 英太郎
- 石田一洋

## 仲谷一志のPOP3（2期）

### 番組概要
1月17日から、RKBの放送設備工事のため、月曜から水曜までになったものの、放送時間と内容はそのまま。
サブレギュラーとして、放送休止中の夜のヒット情報よりあかおかずのりと加藤淳也が参戦。

### 放送時間
- 月曜日 - 水曜日 23:25～24:00（JST。2006年1月～2006年9月）

### パーソナリティ
- 仲谷一志
- 加藤淳也
- あかおかずのり